# Michel Francini
Pour les articles homonymes, voir Francini.
Jacques-Michel, Charles Marillier, dit Michel Francini, est un acteur, clown et fantaisiste français né le 14 mars 1921 dans le 16e arrondissement de Paris et mort le 9 mars 2014 dans le 19e arrondissement de Paris,.

## Biographie
Michel Francini débute à la fin des années 1930 comme artiste de music-hall. On lui doit plus de 1 500 sketches. Il s'illustre également dans de nombreuses opérettes et divers numéros de clown.
Michel Marillier — de son nom de naissance — rencontre Jacques Massonnat (1926-2012) avec lequel il forme le duo de clowns « Les Francini » qui se produit notamment au Cirque d'Hiver. Devenu Michel Francini, il représente le clown blanc dans le duo.
Il travaille pendant de nombreuses années aux côtés d'Achille Zavatta, puis de Jacques Tati.
De 1956 à 1962, il anime à la télévision La Piste aux étoiles, avant de laisser sa place à Roger Lanzac.
Devenu acteur de cinéma et de télévision, il aura interprété une centaine de rôles.

## Filmographie partielle

### Cinéma
- 1963 : Les Veinards de Jack Pinoteau
- 1967 : Playtime de Jacques Tati
- 1970 : Le Distrait de Pierre Richard
- 1972 : L'Homme qui renonça au tabac de Tage Danielsson
- 1973 : Salut l'artiste d'Yves Robert
- 1974 : On n'est pas sérieux quand on a 17 ans d'Adam Pianko
- 1974 : Le Retour du grand blond d'Yves Robert
- 1974 : Borsalino & Co de Jacques Deray
- 1975 : L'Ibis rouge de Jean-Pierre Mocky
- 1975 : L'Incorrigible de Philippe de Broca
- 1975 : Les Onze Mille Verges d'Éric Lipmann
- 1975 : On a retrouvé la septième compagnie de Robert Lamoureux
- 1977 : Le Roi des bricoleurs de Jean-Pierre Mocky
- 1977 : Gloria de Claude Autant-Lara
- 1977 : Emmenez-moi au Ritz de Pierre Grimblat
- 1979 : Le piège à cons de Jean-Pierre Mocky
- 1980 : L'Épreuve d'Alain Dhouailly
- 1980 : Comment passer son permis de conduire de Roger Derouillat
- 1982 : Le rose et le blanc de Robert Pansard-Besson
- 1984 : Les parents ne sont pas simples cette année de Marcel Jullian
- 1986 : Twist again à Moscou de Jean-Marie Poiré
- 1988 : Une nuit à l'Assemblée nationale de Jean-Pierre Mocky
- 1988 : Vanille fraise de Gérard Oury
- 1988 : Voyageur malgré lui de Lawrence Kasdan
- 1989 : L'Invité surprise de Georges Lautner
- 1989 : Un tour de manège de Pierre Pradinas
- 1989 : Divine enfant de Jean-Pierre Mocky
- 1992 : Le retour de Casanova d'Édouard Niermans
- 1996 : For ever Mozart de Jean-Luc Godard
- 1998 : Robin des mers de Jean-Pierre Mocky
- 2000 : Le Glandeur de Jean-Pierre Mocky
- 2003 : Le Furet de Jean-Pierre Mocky
- 2006 : Le Bénévole de Jean-Pierre Mocky
- 2007 : Rush Hour 3 de Brett Ratner
- 2009 : Micmacs à tire-larigot de Jean-Pierre Jeunet
- 2011 : Les Insomniaques de Jean-Pierre Mocky
- 2011 : Crédit pour tous de Jean-Pierre Mocky

### Télévision
- 1972 : Monsieur Octave, téléfilm de René Lucot
- 1972 : Les Boussardel (mini-série TV) de René Lucot
- 1976 : Les Mystères de New York (mini-série TV) : Billingston
- 1976 : Trois de cœur (série TV) : Armand
- 1976 : Anne jour après jour (série TV) : Pearson
- 1977 : Minichronique, épisode Les Cauchemars : le clapman
- 1978 : Médecins de nuit de Nicolas Ribowski, épisode : Alpha (série)
- 1979 : Les Insulaires de Gilles Grangier : Labarrière
- 1980 : Sam et Sally (1 épisode)
- 1980 : Les Aventures d'Yvon Dikkebusch de Maurice Failevic : Le président de séance
- 1980 : La Vie des autres  série télévisée de Jean-Pierre Desagnat
  - segment Le Scandale en 10 épisodes : Francini
- 1981 : Messieurs les jurés
  - 1 épisode :  L'affaire Enriquez : Grandvillers
- 1982 : Paris-Saint-Lazare de Marco Pico
- 1984 : Les Cinq Dernières Minutes  série télévisée de Jean-Pierre Richard
  - 1  épisode : La quadrature des cercles
- 1984 : Un seul être vous manque de Jacques Doniol-Valcroze
- 1985 : Vive la mariée de Jean Valère : Verneuil
- 1985 : Le Réveillon de Daniel Losset : Graziani
- 1986 : Série noire (1 épisode) de Jean-Luc Godard
- 1986 : Marie Love de Jean-Pierre Richard : Hermance
- 1987 : Bonne chance Monsieur Pic de Maurice Failevic : Le syndic
- 1987 : Les mémés sanglantes de Bruno Gantillon : César
- 1988 : Des sourires et des hommes de Jean-Pierre Richard
- 1988 : Les Amies de Miami (série télévisée) : Hubert de Carantec
- 1989 : La Grande Cabriole de Nina Companeez
- 1989 : En cas de bonheur (série TV) de Paul Vecchiali
- 1991 : Imogène (série TV)
  - 1 épisode :  Vous êtes folle, Imogène : Ministre
- 1992 : Van Loc : un grand flic de Marseille (série TV)
  - 1 épisode :  Van Loc, le flic de Marseille :  Le préfet
- 1993 : Dose mortelle de Joyce Bunuel
- 1995 : Capitaine Cyrano de Maurice Failevic : Monsieur Torchet
- 1997 : Et si on faisait un bébé? de Christiane Spiero : Dr. Bernier Toublanc
- 1998 : Les Amies de Miami de Philippe Galardi (série TV)
- 2001 : Un Pique-nique chez Osiris de Nina Companeez ( épisodes 1 et 2)
- 2004 : Groupe flag
  - 1 épisode :  Sous influence  : Le colonel
- 2006 : Comment lui dire de Laurent Firode : Le docteur Girelier
- 2010 : Colère de Jean-Pierre Mocky : Le préfet